# Yumi Watanabe
Yumi Watanabe (渡邊 由美 Watanabe Yumi?), född 2 juli 1970, är en japansk tidigare fotbollsspelare.
Yumi Watanabe debuterade för japans landslag den 1 juni 1988 i en 2–5-förlust mot USA. Hon spelade 19 landskamper för det japanska landslaget. Hon deltog bland annat i fotbolls-VM 1991.